# 蘭維克島
蘭維克島（英語：Ranvik Island），是南極洲的島嶼，位於伊利沙伯女皇地，處於布朗斯冰川西北面6公里的蘭維克灣北端，屬於勞爾群島的一部分，長2.8公里，現時由南極條約體系管理。